# Torbjörn Lundquist
Torbjörn Iwan Lundquist (Stockholm, 30 september 1920 – Grillby, 1 juli 2000) was een Zweeds componist, dirigent en musicoloog.

## Levensloop
Lundquist studeerde na zijn militaire dienst vanaf 1945 musicologie aan de Universiteit van Uppsala in Uppsala en bij Issai Dobrowen zoals compositie bij Dag Wirén. Verder studeerde hij orkestdirectie bij Otmar Suitner in Salzburg en in Wenen. In 1947 richtte hij een eigen kamerorkest op, dat hij ook dirigeerde. Van 1949 tot 1956 was hij dirigent van het orkest van het Slottheater Drottningholm. Sindsdien was hij gastdirigent bij orkesten in Zweden en in heel Europa. Lundquist behoorde tot het bestuur van de Zweedse componistenfederatie van 1963 tot 1971 en was van 1969 tot 1971 hun tweede voorzitter. 
Zijn Symfonie nr. 1 ging in 1956 in première, maar het werd gevolgd door een periode van experimenteren en privéstudies in verschillende stijlen, genres en tradities. Vanaf 1970 besloot hij dan voorlopig met het componeren van symfonische werken te stoppen. Een financiële steun van de Zweedse regering in 1978 maakte het hem weer mogelijk zich opnieuw aan het componeren van symfonisch repertoire te wijden. Zijn Symonfie nr. 3 - Sinfonie Dolorosa was dan ook zijn baanbrekend werk als symfonicus. Zijn grote natuurverbondenheid komt in de Symfonie nr. 4 - Sinfonia Ecologica en de Symfonie nr. 6 - Sarek tot uiting. Zijn sterke betrokkenheid bij de grote vragen van het leven zijn nog duidelijk in Symfonie nr. 2 - ...voor vrijheid, de Symfonie nr. 7 - Humanity (ter herinnering aan Dag Hammarskjöld, de secretaris-generaal van de Verenigde Naties), en de Symfonie nr. 9 - Survival te herkennen. 
Lundquist maakte gebruik van veel verschillende vormen van expressie en stijl bij het componeren om de synthese die hij zocht te bereiken: traditioneel gevormde muziek, moderne avant-garde elementen en door de jazz beïnvloede uitbarstingen worden in zijn werken met elkaar geconfronteerd. Alhoewel de componist beïnvloed werd door impulsen uit andere culturen - zoals de Indonesische gamelanensembles met hun unieke percussiegeluiden en de Saami vuolle (meestal ten onrechte als Joik bekend) - heeft hij zijn symfonieën qua stijl ondergebracht in de Europese orkestrale traditie. De verschillende elementen vloeien samen tot een persoonlijk en rijk palet dat de componist door de jaren heen heeft verfijnd tot een sterke expressie. Zijn werk reflecteert een sterke levensaanvaarding en vrijheidsliefde met gevoelens die, in een overwegend tonaal idioom, variëren van doordachte oprechtheid tot geweldige uitbarsting (erupties). Hij leefde dicht bij de natuur, maar ook dicht bij dat wat er gebeurt in de buitenwereld. In tijden van snelle verandering en aantasting van het milieu zocht Lundquist naar de kern van het leven, niet om de werkelijkheid te ontsnappen, maar om het te herstellen.
In 1989 werd hij bekroond met de Atterberg Prijs van het Svenska tonsättares internationella musikbyrå (STIM) voor zijn engageerde en muzikale toonkunst in diepe humanistische geest. In 1992 werd hem de Hugo Alfvénprijs toegekend.

## Composities

### Werken voor orkest

#### Symfonieën
- 1956 rev.1971 Symfonie nr. 1 - Kamersymfonie, voor orkest, op.11, HW 20
- 1956-1970 Symfonie nr. 2 - ...för frihet, voor orkest
- 1971-1975 Symfonie nr. 3 - Sinfonia dolorosa, voor orkest[1]
- 1974-1985 Symfonie nr. 4 - Sinfonia Ecologica, voor orkest
- 1980 Symfonie nr. 5, voor orkest
- 1980-1988 Symfonie nr. 6 - Sarek, voor orkest
- 1986-1988 Symfonie nr. 7 - Humanity (in memoriam Dag Hammarskjöld), voor sopraan, bariton, gemengd koor en orkest - tekst: uit het Requiem, Dag Hammarskjöld en Lev Tolstoj
- 1989-1992 Symfonie nr. 8 - Kroumata symphony, voor orkest
- 1996 Symfonie nr. 9 - Survival, voor orkest

#### Concerten voor instrumenten en orkest
- 1963-1965 Concert (Concerto da camera), voor accordeon en orkest
- 1967/1981 Intarzia, voor accordeon en strijkorkest
- 1967 Fervor, voor grote viool en orkest
- 1967 Hangarmusik - Concerto sinfonico, voor piano en orkest
- 1968-1970 Sogno, voor hobo en strijkorkest
- 1971 Stockholmsmusik, voor accordeon en strijkorkest
- 1972/1979 Concert, voor marimba en orkest
- 1974 Concerto grosso, voor viool, cello en strijkorkest
- 1976-1978 Concert - Fantasia Pragense, voor viool en orkest
- 1978/1994 Landskap, voor tuba, strijkorkest en piano[2]
- 1978 Poetry, voor dwarsfluit, strijkorkest en piano
- 1978/1989 Sea-room, voor hoorn, strijkorkest en piano
- 1980 Trumpet music - Konsert, voor picollotrompet, slagwerk, piano en strijkorkest
- 1981 Samspil - concertino, voor accordeon en orkest

#### Andere werken voor orkest
- 1951 Divertimento, voor kamerorkest, op.1
- 1951 Variationssvit, voor strijkorkest
- 1952 Sinfonietta, voor kamerorkest
- 1957 Canzona, voor kamerorkest, op.12
- 1961 Orkestern runt på tio minuter, voor drie saxofoons en kamerorkest
- 1968 Confrontation, voor groot orkest
- 1968 Evoluzione, voor strijkorkest
- 1969 Sound on sound eller Ombytta roller, voor publiek, spreker, componisten en orkest
- 1971 Galax, voor orkest en orgel
- 1977 Arktis, voor orkest HW 91
- 1977 Schatten, symfonische schets voor orkest
- 1979 Serenad, voor strijkorkest
- 1980-1982 Integration, voor vijf slagwerkers en strijkorkest

### Werken voor harmonieorkest
- 1978 Vindkraft, symfonische schets voor harmonieorkest
- 1978 Invigningsblås för 4 kanaler, voor harmonieorkest
- 1984 Arktis, voor harmonieorkest

### Muziektheater

#### Opera
| Voltooid in | titel                                         | aktes | première                           | libretto        |
| ----------- | --------------------------------------------- | ----- | ---------------------------------- | --------------- |
| 1973        | Sekund av evighet (opera voor de concertzaal) |       | 27 mei 1974, Stockholm, Konserthus | Karin Boldemann |

#### Toneelmuziek
- 1953 Herdespel, voor dwarsfluit, 2 hobo's, 2 hoorns, trompet, strijkorkest en klavecimbel - tekst: Olof von Dalin
- 1961-1962 Långt från vårt jordiska hem, kerstspel voor solisten, kinderkoor, gemengd koor en orkest - tekst: Bo Setterlind
- Gösta Berlings saga - première: 1967 in de Zweedse omroep

### Vocale muziek

#### Cantates
- 1958 Elegier från bergen, cantate voor tenor, mannenkoor en orkest, op.15 - tekst: Bo Setterlind

#### Werken voor koor
- 1957 Afton, voor gemengd koor - tekst: Bo Setterlind
- 1957 Blomma som en vildros, voor gemengd koor - tekst: Bo Setterlind
- 1957 Tystnaden, voor gemengd koor - tekst: Bo Setterlind
- 1958 Schlesisk folkvisa, voor gemengd koor - tekst: traditioneel, Zweedse vertaling: Bo Setterlind
- 1959 Via tomheten - visioner, voor sopraan, bariton, gemengd koor en orkest, op.17 - tekst: Bo Setterlind
- 1962 Bebådelse, voor gemengd koor - tekst: Östen Sjöstrand
- 1963 Triptyk, voor gemengd koor - tekst: Östen Sjöstrand
- 1964 Grekisk vår, suite voor gemengd koor - tekst: Bo Setterlind
- 1966 Den ljusa ön, lyrische suite voor driestemmig gemengd koor - tekst: Bo Setterlind
- 1968 Två visor om våren, voor gemengd koor

#### Liederen
- 1949 Sex små sommarsånger, voor zangstem en piano
- 1949 Tre dikter - ur Sviter, voor zangstem en piano, op.7 - tekst: Erik Lindegren
- 1952 Jungfru Maria, voor zangstem en strijkkwartet - tekst: Erik Axel Karlfeldt
- 1953 Psalm 102, voor bariton en strijkkwartet, op.3
- 1964 Anrop, voor sopraan en orkest HW 37 - tekst: Ragnar Piuva
- 1965 Ensamhetens sånger, voor zangstem en piano - tekst: Vilhelm Ekelund
  1. Genom sluttningens täta blommor
  2. Solnedgångens stilla klarhet
  3. Kastanjeträden trötta lutar
- 1966 Mera om Bobo och Clarina i smultronblomman - 6 barnvisor, voor zangstem en piano - tekst: Harry Iseborg
- 1983 Fem Rilke sånger, voor zangstem en piano - tekst: Rainer Maria Rilke
  1. Geduld
  2. Einmal
  3. Dein Antlitz
  4. Aus eines Engels Fühlung
  5. Wie soll ich meine Seele halten
- 1984/1989 Siebenmal Rilke : Sieben Gedichte, voor zangstem en orkest HW 117 - tekst: Rainer Maria Rilke - ook in een versie voor zangstem en piano
- 1989 New bearings - Seven songs, voor bariton en piano - tekst: Dag Hammarskjöld
  1. Thus it was
  2. Fading beeches
  3. Waking
  4. Time's flight
  5. Standing naked
  6. On a night in midsummer
  7. A new country
- 1992 Irish love songs, voor bariton en piano - tekst: James Joyce
  1. Goldenhair
  2. I would in that sweet bosom be
  3. My love
  4. Winds of May
  5. My true love
  6. Bright cap and streamers
  7. Arise, arise!
- 1996 Chamber music, negen liederen voor bariton, cello en piano - tekst: James Joyce
- 1996 Pour l'éternité - 7 songes du coeur, voor bariton en piano - tekst: Jean-Luc Caron

### Kamermuziek
- 1955 :Sonatine, voor viool en piano, op.10
- 1957/1973 Mälarkvartett, voor strijkkwartet
- 1966 Bewegungen, voor accordeon en strijkkwartet
- 1966 Combinazione, voor viool en slagwerk
- 1966 Duell, voor accordeon en slagwerk[3]
- 1967 Teamwork, voor blaaskwintet
- 1969 Quartetto d'aprile (Strijkkwartet nr. 2)
- 1969 Quatre rondeaux pour Le Quatuor Rondo, voor dwarsfluit, hobo, klarinet, fagot en piano
- 1969 Stereogram III, voor accordeon, xylorimba/vibrafoon/crotales en gitaar
- 1969 Tempera, voor kopersextet
- 1974 Intuizione - Våraning, voor dwarsfluit en piano (of harp)
- 1974 Kopparstick - Gravure sur/pour cuivre, voor kopersextet
- 1975 Trio fiorente, voor viool, cello en piano
- 1976 Al fresco, fantasie voor dwarsfluit en piano
- 1977 Triplet, voor 4 tuba's
- 1978 Scandinavian music, voor koperkwintet
- 1989 Alla prima, voor saxofoonkwartet

### Werken voor piano
- 1964-1965 Partita piccola
- 1997 Metamorfoser
- Commedia dell'arte - Scherzo

### Werken voor accordeon
- 1963 Partita piccola
- 1965 Metamorphoses
- 1966 Nine two-part inventions
- 1967 Plasticity - Plastiska varianter - Plastische Varianten...
- 1967/1983 Sonatina piccola
- 1968 Ballad, voor 2 accordeons
- 1968 Botany play
- 1971 Microscope, 21 stukken
- 1972 Copenhagen music, voor accordeon solo en accordeonkwintet
- 1972 Lappri
- 1981 Assoziationen

### Filmmuziek
- 1954 Simon syndaren
- 1956 Nattbarn
- 1956 Moln över Hellesta
- 1957 Kostervalsen
- 1957 Synnöve Solbakken
- 1958 Damen i svart
- 1958 Mannekäng i rött
- 1959 Ryttare i blått
- 1960 Tärningen är kastad
- 1960 Sommar och syndare
- 1960 Domaren
- 1960 När mörkret faller
- 1961 Änglar, finns dom?
- 1961 Lita på mej, älskling!
- 1961 Briggen Tre Liljor
- 1962 Vita frun
- 1962 Chans
- 1962 Nils Holgerssons underbara resa
- 1963 Det är hos mig han har varit
- 1963 Den gula bilen
- 1963 Sällskapslek
- 1965 Flygplan saknas
- 1965 Arken
- 1967 Hugo och Josefin
- 1969 Fadern
- 1971 Bröder Carl